# Carlo Salerio
Padre Carlo Salerio (Milano, 23 marzo 1827 – 29 settembre 1870) è stato un presbitero e patriota italiano fondatore della congregazione delle Suore della Riparazione.
Nacque da una famiglia di commercianti di stoffe nel borgo di Porta Tosa – il Verziere – dietro il Duomo. Entrò giovanissimo in seminario, prima a S. Pietro di Seveso, poi a Monza e infine nel Seminario Maggiore di Milano. Mentre conduceva gli studi teologici scoppiarono le Cinque giornate di Milano che videro popolo e clero milanesi insorgere contro il dominio austriaco. Come tanti seminaristi, anche il Salerio, animato dallo spirito patriottico risorgimentale, prese parte all’insurrezione che costrinse gli austriaci ad abbandonare Milano. Nella successiva guerra Salerio partecipò alle operazioni militari della prima guerra d'indipendenza (1848)insieme con altri seminaristi. Il battaglione formato dagli studenti e dai seminaristi, che affiancava le truppe piemontesi sul fronte del Mincio, fu incaricato di presidiare la fortezza di Pietole, alle porte di Mantova, dove era asserragliata parte dei soldati austriaci; a lui venne affidato il compito di portabandiera di quel battaglione che ricevette l’encomio riconoscente del re Carlo Alberto. Tornato a Milano dopo l’infausto esito della guerra, il Salerio riprese gli studi e fu ordinato sacerdote il 25 maggio 1850.
In quell’anno mons. Angelo Ramazzotti stava gettando le basi di una nuova istituzione, il Seminario lombardo per le missioni estere, oggi denominato PIME. Salerio con altri amici sacerdoti, fra i quali il beato Giovanni Mazzucconi  e il futuro vescovo Timoleone Raimondi, aderì entusiasticamente a questo progetto che raccoglieva sacerdoti diocesani i quali si impegnavano nella missione soprattutto verso i popoli ai quali il Vangelo non era ancora arrivato o dove si potevano incontrare difficoltà e pericoli. Dopo essere stati in udienza da Pio IX nel 1851, il Salerio, il Mazzucconi con altri tre sacerdoti – i primi membri del Seminario per le missioni estere – e due catechisti accettarono di partire alla volta dell’Oceania., con destinazione le isole di Woodlark (oggi Muyua), e di Rook (oggi Umboi), nell’arcipelago dell’odierna Papua Nuova Guinea. I missionari andavano a sostituire un gruppo di Maristi francesi che si stavano ritirando da quella missione, rivelatasi particolarmente ardua e pericolosa.
Nel corso della missione – iniziata nel 1852 e bruscamente interrotta nel 1855 – il Salerio volle approfondire la cultura indigena e le caratteristiche geografiche di quelle isole che erano allora praticamente sconosciute. Egli ne disegnò le mappe, compilò una relazione sugli usi locali e compì uno studio etnografico sull’origine della popolazione indigena; raccolse utensili e oggetti vari, impagliò animali e portò tutto con sé in Italia per far conoscere quelle terre e quelle culture anche in patria. Il Salerio fu il solo tra i missionari che riuscì ad imparare la lingua locale e ad essere in grado di rapportarsi direttamente con gli indigeni e poté perciò intuire quando la loro ostilità stava facendosi realmente pericolosa per la vita dei missionari; egli stesso corse il rischio di finire divorato dai cannibali.
La missione si era rivelata più difficile di quanto si sarebbe potuto immaginare: la malaria stroncò uno dei catechisti, l’avversione dei nativi divenne tanto feroce che il Mazzucconi perse la vita durante un loro assalto, e i superstiti si videro costretti a tornare in patria.
Rientrato a Milano nella sede del Seminario lombardo, pur con la salute ormai minata dalla tisi, il Salerio continuò a offrire con le forze che gli restavano, il suo servizio di testimone, di educatore dei giovani missionari e anche di apostolo di missione all’interno della società del tempo, segnata da miserie e squilibri materiali e spirituali. Si dedicò così alla predicazione e alla confessione, anche in lingua inglese, e collaborò con la redazione dell’Osservatore Cattolico, curando una rubrica in lingua inglese dedicata alle missioni.
In quegli anni rivolse la sua attenzione alle condizioni sociali delle donne, ed elaborò l’idea di una fondazione religiosa originale e nuova, dedicata al mondo femminile, in particolare alle giovanissime che, resesi colpevoli, per fame o necessità, di occasionali reati, stando alla legislazione dell’epoca, avrebbero dovuto scontare il carcere insieme a detenute adulte ormai difficilmente recuperabili. Lo scopo principale del nuovo istituto era di favorire il rinnovamento della società attraverso la preghiera di riparazione ("Redenzione nella carità") e il servizio concreto alle giovani in difficoltà, in alternativa al carcere, come pure la prevenzione attuata mediante l’accoglienza di bambine provenienti da famiglie a rischio. 
La fondazione si realizzò dopo l’aiuto di Carolina Orsenigo (1822-1881), una pia donna dedita, con un gruppo di compagne, alla preghiera e alla carità in ambito sociale. Il Salerio e la Orsenigo diedero vita nel 1859 alle Pie Signore di Nazareth, che oggi conosciamo come Suore della Riparazione. La “Casa di Nazareth” così fondata era una casa accogliente dove si respirava un clima di famiglia che offriva un rifugio a numerose giovani mettendole in grado di affrontare il domani in modo dignitoso. La vita interna non si basava su restrizioni, punizioni o rigida disciplina, ma si rispettavano, pur con sobrietà, le normali esigenze della femminilità, come la cura dei capelli, dell’abito, il cibo gustoso, il gioco e il passatempo piacevole. Così le giovani potevano poi riprendere il loro posto nella società e formarsi una famiglia. 
Il Salerio, che seguì da vicino l’istituzione, si spense presso il Seminario lombardo per le missioni estere il 29 settembre 1870. Le sue spoglie furono sepolte prima nel cimitero di Porta Vercellina, poi nella cripta della chiesa delle Suore della Riparazione, nella via che Milano gli ha intitolato. La sua causa di beatificazione è tuttora in corso ed è giunta alla dichiarazione sull’eroicità delle virtù con il decreto del 13 maggio 2019 che gli riconosce il titolo di venerabile.